# Warab
Warab  (în arabă جوبا) este un oraș  în  Sudanul de Sud, în statul Warab. A fost reședința statului, până la mutarea birourilor administrative în localitatea Kuajok. 